# Le Maître, la Maîtresse et l'Esclave
Pour plus de détails, voir Fiche technique et Distribution.
Le Maître, la Maîtresse et l'Esclave (साहिब बीबी और ग़ुलाम, Sahib Bibi Aur Ghulam) est un film indien réalisé par Abrar Alvi, sorti en 1962.

## Synopsis
Bhootnath, un serviteur modeste, se rapproche de la femme de son employeur.

## Fiche technique
- Titre : Le Maître, la Maîtresse et l'Esclave
- Titre original : साहिब बीबी और ग़ुलाम (Sahib Bibi Aur Ghulam)
- Réalisation : Abrar Alvi
- Scénario : Abrar Alvi d'après le roman de Bimal Mitra
- Musique : Hemanta Mukherjee
- Photographie : V. K. Murthy
- Montage : Y. G. Chawhan
- Production : Guru Dutt
- Société de production : Guru Dutt Films
- Pays de production :  Inde
- Genre : Comédie dramatique et film musical
- Durée : 152 minutes
- Dates de sortie : 
  - Inde : 7 décembre 1962

## Distribution
- Meena Kumari : Chhoti Bahu
- Guru Dutt : Atulya Chakraborty « Bhootnath »
- Rehman Khan : Chhote Sarkar
- Waheeda Rehman : Jaba
- Nasir Hussain : Suvinoy Babu, le père de Jaba
- Dhumal : Bansi
- D. K. Sapru : Chaudhary (Majhle Sarkar)
- Harindranath Chattopadhyay : Ghari Babu
- Pratima Devi : Badi Bahu

## Distinctions
Le film a été présenté en sélection officielle en compétition lors de la Berlinale 1963.